# Szeged Nova
A Szeged Nova a Dél-Alföld második legnagyobb, korszerű bevásárlóközpontja.

## A név eredete
A Szeged Nova latin kifejezés valójában a magyar Újszeged szóval függ össze. Tehát a Szeged szó a Szegedet, a nova szó pedig az Új szót jelképezi (összesítve tehát a magyar Újszeged szó bújik meg benne). Ennek két lehetséges értelme is van: vagy azért kapta a nevét mert Újszegeden nyílt meg, vagy pedig azért mert egy új modernebb épülettel gazdagodhatott Szeged, ezek megmagyarázzák hogy miért nyújtott a vásárlói közösségnek innovatív élményeket.

## Története
Az Árpád Vezér Nevelőotthon közel 65 éves múltra tekint vissza. Elődjét, az Árpád Vezér Nevelőotthont Rantal János alapította 1959-ben. A Dél-Alföld legnagyobb nevelőotthonaként működött 2011-ig, amikor is új helyre költözött. 2012 márciusában röppent fel a hír, hogy a napfény városában Szegeden 124,19 millió forintos fizetéssel elkezdi építteti az ECE cégcsoport Magyarország legelső Nova üzletközpontját. 2013 októberében hirdették ki a komplexum külső homlokzatának kialakításával megbízott fővállalkozót aki a budapesti Szántó és Mikó Építészek Kft. volt. A bevásárlóközpont külsejével igazodik a hely szelleméhez, s őrzi a nevelőotthon múlt néhány homlokzati elemét is. Magát az üzletközpontot 2012 májusában kezdték építeni, majd 2014 novemberében adták át a vásárló közönségnek.

## Elhelyezkedése
A Szeged Nova a Szőregi út és a Thököly utca kereszteződésében helyezkedik el. Közúton több irányból is megközelíthető, tömegközlekedési szempontból azonban nem túl jó helyen fekszik. Az üzletközpont környékén csak néhány vasút és autóbusz járat közlekedik.

## Szolgáltatások
A Szeged Nova 1 szintjén mintegy 39 üzlet található illetve egy 212 férőhelyes mélygarázs is üzemel az épület alatt. Az épület nyugati részén CBA Príma szupermarket, óraboltok és további üzletek találhatók. Az északi részén Rossmann drogéria illetve hazai és nemzetközi divatcégek képviseltetik magukat. A déli oldalán egy 2560 négyzetméteres Nova cukrászda és kávéház mellett könyv- és cipőáruház és gasztronómiai különlegességeket értékesítő vendéglátóipari egységek vannak jelen.

## Üzletek
| Üzlet neve                   | kategória          |
| ---------------------------- | ------------------ |
| CBA Príma                    | élelmiszer         |
| Posta Csekk Pont             | posta              |
| Pepco                        | ruházat            |
| Sajtkukac játszóház          | játszóház          |
| Premium Outlet               | ruházat            |
| GLS Csomagpont               | csomagfeladó       |
| Nova mosó                    | autómosó           |
| HerbaLine                    | gyógynövénybolt    |
| Lottózó                      | lottózó            |
| Nova cukrászda és kávéház    | cukrászda, kávéház |
| Nova GSM                     | ?                  |
| Nova média pont              | ?                  |
| Trendy Shop                  | ruházat            |
| E-Trend Beauty szépségszalon | szépségszalon      |
| Rossmann                     | drogéria           |
| Top Mister X                 | kulcsmásoló        |
| Nefelejcsvirág               | gyógynövénybolt    |
| Kormányablak                 | kormányablakok     |